# Michael K. Iwoleit
Michael K. Iwoleit (* 22. Februar 1962 in Düsseldorf) ist ein deutscher Autor, Kritiker, Übersetzer und Herausgeber auf dem Gebiet der Science-Fiction.

## Leben
Nach Abitur und Abschluss als staatlich geprüfter biologisch-technologischer Assistent studierte Iwoleit Philosophie, Germanistik und Sozialwissenschaften in Düsseldorf. Dabei begann er SF-Erzählungen zu schreiben, die teilweise auch in anderen Ländern veröffentlicht wurden. Seine Vorbilder sind Autoren wie J. G. Ballard, Philip K. Dick und Stanisław Lem. 1984 kam sein erster Roman Rubikon heraus, dem 1989 Hinter den Mauern der Zeit (mit Horst Pukallus) und 2003 Am Rande des Abgrunds folgten. Seine preisgekrönte Erzählung Psyhack erweiterte er 2007 zu einem Roman.
Iwoleit ist insbesondere für seine Novellen bekannt, für die er fünfmal mit dem Deutschen Science-Fiction-Preis und zweimal mit dem Kurd-Laßwitz-Preis ausgezeichnet wurde.
Auch als Herausgeber, Übersetzer und Kritiker hat er sich einen Namen gemacht. Zusammen mit Ronald M. Hahn und Helmuth W. Mommers begründete er 2002 das Science-Fiction-Magazin Nova und ist seitdem der einzige durchgehende Mitherausgeber. Er übertrug unter anderem Romane von Iain Banks, David Wingrove und Cory Doctorow ins Deutsche.

## Werke
- Rubikon. Ullstein, Frankfurt am Main u. a. 1984, ISBN 3-548-31091-5.
- Hinter den Mauern der Zeit. (Mit Horst Pukallus). Heyne, München 1989, ISBN 3-453-03446-5.
- Am Rande des Abgrunds. Blitz-Verlag, Windeck 2003, ISBN 3-89840-105-7.
- Psyhack. Fabylon, Markt Rettenbach 2007, ISBN 3-927071-13-7.
- Die letzten Tage der Ewigkeit. Wurdack, Nittendorf, 2012, ISBN 978-3-938065-83-9.
- Moloh. Millennium Press, Satu Mare, 2013, ISBN 978-606-8113-76-0 (rumänische Ausgabe von Der Moloch, übersetzt von A. R. Deleanu).
- Reductio ad absurdum. Acht Essays zur Short Science Fiction. Dieter von Reeken, Lüneburg 2015, ISBN 978-3-945807-01-9.
- Der Moloch. Fabylon, Markt Rettenbach 2019, ISBN 978-3-927071-73-5.

## Auszeichnungen
- 2002 Deutscher Science Fiction Preis für Wege ins Licht
- 2004 Deutscher Science Fiction Preis für Ich fürchte kein Unglück
- 2006 Deutscher Science Fiction Preis für Psyhack
- 2008 Kurd-Laßwitz-Preis für Der Moloch
- 2011 Kurd-Laßwitz-Preis für Die Schwelle
- 2013 Deutscher Science Fiction Preis für Zur Feier meines Todes
- 2017 Deutscher Science Fiction Preis für Das Netz der Geächteten[1]
- 2019 Kurd-Laßwitz-Preis für 16 Jahre Herausgeberschaft von Nova